# Tadeusz Glimas (piłkarz)
Tadeusz Wojciech Glimas (ur. 17 lutego 1925 w Krakowie, zm. 13 maja 1969 tamże) – polski piłkarz grający na pozycji lewego obrońcy w pierwszoligowej Cracovii, jej wieloletni kapitan.

## Życiorys
W pierwszej drużynie zadebiutował tuż po wojnie, 8 kwietnia 1945 w meczu towarzyskim ze Zwierzynieckim. Był podstawowym zawodnikiem pierwszej jedenastki zespołu, a po zakończeniu kariery przez Tadeusza Parpana również jej kapitanem. Ze względu na swoje robotnicze pochodzenie bardzo często zmuszany do udziału w propagandowych imprezach. Ostatni mecz w barwach Cracovii rozegrał w maju 1952 przeciwko Piastowi Gliwice. Tadeusz Glimas rozegrał w „Pasach” 412 meczów, w tym 138 pierwszoligowych, strzelając 53 bramki w tym 10 w ekstraklasie.
Talent Glimasa został również dostrzeżony przez selekcjonerów reprezentacji, w której rozegrał 4 mecze. Zadebiutował 30 października 1950 w meczu Bułgaria - Polska, rozgrywanym w Sofii (wygrana Polaków 1:0). Ostatni mecz w barwach narodowych rozegrał 14 września 1952 pomiędzy Polską a Czechosłowacją, rozgrywanym w Pradze (2:2). Był członkiem polskiej kadry na igrzyskach olimpijskich w Helsinkach w 1952.
Został pochowany na Cmentarzu wojskowym przy ul. Prandoty w Krakowie.